# 埃丽卡·乌登·约翰松
埃丽卡·乌登·约翰松（瑞典語：Erica Udén Johansson，1989年7月20日—），瑞典女子冰球运动员。她曾代表瑞典国家队参加2010年、2014年和2018年冬季奥林匹克运动会冰球比赛，最好名次为2010年和2014年冬季奥运会的第四名。